# Lupinus paniculatus
Lupinus paniculatus är en ärtväxtart som beskrevs av Louis Auguste Joseph Desrousseaux. Lupinus paniculatus ingår i släktet lupiner, och familjen ärtväxter.

## Underarter
Arten delas in i följande underarter:
- L. p. argenteus
- L. p. paniculatus